# Spinochernella
Spinochernella es un género de foraminífero bentónico de la subfamilia Chernyshinellinae, de la familia Tournayellidae, de la superfamilia Tournayelloidea, del suborden Fusulinina y del orden Fusulinida. Su especie tipo es Spinochernella brencklei. Su rango cronoestratigráfico abarca desde el Tournaisiense hasta el Viseense inferior (Carbonífero inferior).

## Discusión
Algunas clasificaciones más recientes incluyen Spinochernella en la familia Chernyshinellidae, y en el suborden Tournayellina, del orden Tournayellida, de la subclase Fusulinana y de la clase Fusulinata.

## Clasificación
Spinochernella incluye a la siguiente especie:
- Spinochernella brencklei †